# George Kuzma
George Martin Kuzma (ur. 24 lipca 1925 w Windber, , zm. w Uniontown 7 grudnia 2008) – amerykański duchowny greckokatolicki, bizantyjsko-rusiński biskup Van Nuys (1990–2000).

## Biografia
Jego rodzicami byli Ambrose i Anne z domu Marton. Po służbie w Marynarce Wojennej Stanów Zjednoczonych podczas II wojny światowej George Kuzma studiował teologię w St. Francis College w Loretto w Pensylwanii i w St. Procopius College w Lisle w stanie Illinois. W 1950 r. przeniósł się do nowo otwartego bizantyjsko-rusińskiego seminarium Świętych Cyryla i Metodego w Pittsburghu i ukończył studia teologiczne na Katolickim Uniwersytecie Duquesne w Pittsburghu. Święcenia kapłańskie w przyjął 29 maja 1955 r. z rąk arcybiskupa Pittsburgha Nicholasa Elko. Następnie pracował w duszpasterstwie w Pittsburghu, Detroit i Cleveland, a także w Anaheim.
W 1986 r. został nominowany przez papieża Jana Pawła II biskupem tytularnym Telmissus i biskupem pomocniczym eparchii Passaic w New Jersey. Święcenia biskupie przyjął 4 lutego 1987 r. z rąk greckokatolickiego arcybiskupa Pittsburgha Stephena Kocisko. W 1990 r. został mianowany drugim biskupem eparchii Van Nuys w Kalifornii, jednej z czterech diecezji ówczesnej bizantyjsko-rusińskiej greckokatolickiej metropolii w Stanach Zjednoczonych.
Był autorem podręcznika duszpasterskiego, który jest używany w Katolickich Kościołach wschodnich na całym świecie, m.in. w Australii i Ukrainie.
Jego prośbę o rezygnację ze stanowiska ze względu na wiek uwzględnił papież Jan Paweł II 5 grudnia 2000 r.